# Tend Tudo
Tend Tudo é uma empresa de varejo que faz comercialização de materiais de construção.

## História
Tend Tudo iniciou sua atividades em 1987 fundada pela Alcoa Alumínio S.A. em Goiânia, sendo pioneira no segmento home center no Brasil.
Em 1997, as lojas Tend Tudo foram adquiridas por aproximadamente US$ 20 milhões para as empresas norte-americanas South American Private Equity Growth Fund, TCW/ Latin American Partners e a seguradora MetLife.
Já em 2010, fundiu-se com a Casa Show, do Rio de Janeiro, fundada pelo grupo Sendas, para formar a BR Home Centers.
Após amargar prejuízos milionários em 2016 e 2018, a Tend Tudo encerrou suas operações em diversos estados brasileiros, inclusive em Goiás, sua antiga sede.

## Unidades
Em agosto de 2019, a rede fechou suas lojas em: Ceará, Espírito Santo, Goiás, Maranhão e Pernambuco.
Região Sudeste
- São Paulo
  - São José do Rio Preto: 1 loja

Região Nordeste
- Bahia
  - Salvador: 2 lojas
  - Feira de Santana: 1 loja
  - Lauro de Freitas: 1 loja

## Ligação externa
- «Sítio oficial»